# 黑腹雙線䲁
黑腹雙線䲁（學名：Enneapterygius fuscoventer），又名狗鰷、三鰭鳚，又稱棕腹雙線䲁，為輻鰭魚綱鱸形目三鰭䲁科的其中一種，分布於太平洋區，包括台灣、菲律賓、斐濟、法屬波里尼西亞等海域，深度0至5公尺，本魚體型小呈圓柱形，體色棕色至紅色，頭頂有黃色斑塊，腹部有三角形黑色斑紋，臀鰭和尾鰭黑色，雄魚頭部前部和下部的三分之二黑色，遮蓋背鰭硬棘14-17枚、背鰭軟條 8-10枚、臀鰭硬棘1枚、臀鰭軟條16-19枚，體長可達2.3公分，棲息在珊瑚礁及岩礁區，以藻類為食，雌魚產附著性卵在藻類築的巢，雄魚會守護卵，幼魚為浮游性，生活習性不明。

## 扩展阅读
維基物種上的相關：黑腹雙線䲁
1. ↑  Williams, J.; Holleman, W. . The IUCN Red List of Threatened Species. 2014, 2014: e.T178913A1547015  [20 November 2021]. doi:10.2305/IUCN.UK.2014-3.RLTS.T178913A1547015.en .